# Lubambo Musonda
Lubambo Musonda (Chililabombwe, Zambia, 1 de marzo de 1995) es un futbolista internacional zambiano que juega de extremo  en el 1. F. C. Magdeburgo de la 2. Bundesliga.

## Biografía
Debutó como futbolista en 2012 con el National Assembly FC, donde jugó durante un año. En 2013 fichó por el Power Dynamos FC, quedando en la segunda posición en liga tras el ZESCO United. Al finalizar la temporada se fue a Armenia para fichar por el Ulisses Ereván FC.

## Selección nacional
Juega para la selección de fútbol de Zambia. Jugó su primer partido en un partido amistoso el 8 de agosto de 2012 contra Zimbabue, ganando por 2-1. También formó parte de la plantilla que disputó la Copa Africana de Naciones 2015.
| # | Fecha                   | Estadio                                      | Oponente | Gol | Resultado | Competición                                          |
| - | ----------------------- | -------------------------------------------- | -------- | --- | --------- | ---------------------------------------------------- |
| 1 | 6 de junio de 2014      | Raymond James Stadium, Tampa, Estados Unidos | Japón    | 3-3 | 4-3       | Amistoso                                             |
| 2 | 15 de noviembre de 2015 | Levy Mwanawasa Stadium, Ndola, Zambia        | Sudán    | 1–0 | 2-0       | Clasificación para la Copa Mundial de Fútbol de 2018 |

## Clubes
| Club                 | País      | Año       | Partidos | Goles |
| -------------------- | --------- | --------- | -------- | ----- |
| National Assembly FC | Zambia    | 2012-2013 |          | 2     |
| Power Dynamos FC     | Zambia    | 2013-2014 |          | 1     |
| Ulisses Ereván FC    | Armenia   | 2014-2015 | 15       | 2     |
| Gandzasar Kapan FC   | Armenia   | 2015-2019 | 105      | 22    |
| Śląsk Wrocław        | Polonia   | 2019-2021 | 57       | 0     |
| AC Horsens           | Dinamarca | 2021-2023 | 60       | 4     |
| Silkeborg IF         | Dinamarca | 2023-2024 | 31       | 0     |
| 1. F. C. Magdeburgo  | Alemania  | 2024-     | 16       | 1     |

## Palmarés

### Títulos nacionales
| Título            | Club                  | País      | Año  |
| ----------------- | --------------------- | --------- | ---- |
| Copa de Armenia   | Gandzasar Kapan F. C. | Armenia   | 2018 |
| Copa de Dinamarca | Silkeborg IF          | Dinamarca | 2024 |